# Bridgeport (Texas)
Bridgeport és una població dels Estats Units a l'estat de Texas. Segons el cens del 2000 tenia 4.309 habitants.

## Demografia
Segons el cens del 2000, Bridgeport tenia 5.309 habitants, 1.383 habitatges, i 1.023 famílies. La densitat de població era de 448,4 habitants/km².
Dels 1.383 habitatges en un 42,4% hi vivien nens de menys de 18 anys, en un 58,1% hi vivien parelles casades, en un 11,2% dones solteres, i en un 26% no eren unitats familiars. En el 23,6% dels habitatges hi vivien persones soles l'11,6% de les quals corresponia a persones de 65 anys o més que vivien soles. El nombre mitjà de persones vivint en cada habitatge era de 2,86 i el nombre mitjà de persones que vivien en cada família era de 3,4.
Per edats la població es repartia de la següent manera: un 30% tenia menys de 18 anys, un 8,7% entre 18 i 24, un 30,9% entre 25 i 44, un 16,9% de 45 a 60 i un 13,4% 65 anys o més.
L'edat mediana era de 32 anys. Per cada 100 dones de 18 o més anys hi havia 78,5 homes.
La renda mediana per habitatge era de 31.016 $ i la renda mediana per família de 36.742 $. Els homes tenien una renda mediana de 31.044 $ mentre que les dones 22.204 $. La renda per capita de la població era de 13.335 $. Aproximadament el 12,8% de les famílies i el 16,6% de la població estaven per davall del llindar de pobresa.

## Poblacions més properes
El següent diagrama mostra les poblacions més properes.